# 何賢
何賢（1908年12月1日—1983年12月6日），男，廣東番禺人，獲葡萄牙及中國公認為澳門華人領袖，有「外交大臣」、「影子澳門總督」、「澳門王」之稱。

## 生平
何賢於1908年12月1日在广东番禺县（今廣州番禺區）岳溪鄉應塘村（石樓鎮岳溪村）出生。年幼時曾在私塾就讀三年。1922年，13歲的何賢在親友介紹下在廣州工作；兩年後得到賞識到順德縣陳村鎮一間商店做掌櫃。1928年，年僅19歲的何賢和何善衡、馬子登一同三人集資一萬元在廣州開辦「匯隆銀號」，並被推舉為該銀號的經理。何賢在1938年於香港經商。
1941年，香港被日軍佔領；何賢由香港逃難到澳門；翌年，何賢在馬萬祺、何善衡及傅老榕等開設大豐銀號時被邀請擔任經理；並成功爭取澳門發行澳門幣以解決在市面嚴重缺乏流通的港元。1943年，何賢、高可寧及傅老榕等人在拱北關閘說服日軍成功解除對澳門封鎖以解決糧食價格暴升問題；此外，日本特務黃公傑手下毆打葡警，葡警召集警隊包圍黃公傑入住的東亞酒店，而日本特務也對此作出反包圍，何賢趕到酒店成功說服日本特務而避過流血衝突；何賢因而有澳門「外交大臣」美譽。1943年，何賢和羅保、鐘子光等人合組「和安黃金公司」經營黃金買賣。
1945年，大豐銀號多名大股東在香港重光後返回香港發展，何賢則答應傅老榕繼續留在大豐銀號擔任總經理；及後也成為該銀號之大股東。同年，有人利用私藏武器而四出放置炸彈，導致澳門治安向下；何賢立即表示自己暗中高價收購有關武器並交予澳門警方，因而令澳門治安回穩。同一時期，由於避戰的商家紛紛離澳，因此何賢斥資收購新亞酒店、澳門酒店及國際酒店經營，穩定以旅遊業維生的居民。1946年，有「澳門賭王」之稱的傅老榕被綁架，何賢得到新馬師曾的幫助下以開價贖金900萬的十分之一把傅老榕救出。

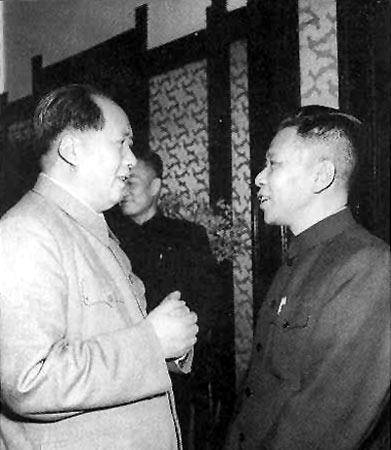
何賢（右）於1956年獲中國共產黨中央委員會主席毛澤東接見。

何賢雖被日後被稱為「紅色資本家」，但他早年卻是親中國國民黨的資本家，在1946年擔任過國民黨港澳總支部澳門支部執委，1948年當選中國國民黨港澳總支部全國黨代表兼澳門支部副主席，他立場左轉，一來與他意識到中共取得大陸政權後是不可忽視的力量外，也與他在澳門結交的馬萬祺和柯麟、柯正平兄弟，本來就是中共在澳的代表勢力，而他在1949年中共建政之初，仍然採觀望態度，例如當年雙十節，中華總商會內爭辯「掛旗問題」，左右兩派各不相讓，結果何賢出面提議折衷改掛會旗 ，因而是故，他於1950年出任澳門中華總商會理事長；同年，出任澳門鏡湖平民聯合小學（即後來的鏡平學校）校長。同年，美國政府向澳門法院提出訴訟以凍結中國航空公司及中央航空公司在澳門資產，何賢則協助該兩家航空公司在澳門的資產運到廣州；未幾韓戰爆發，何賢從外地購入物資運至中国内地以援助中國人民志願軍。1955年，何賢被委任為澳門政務委員會的華人代表及成立澳門公共汽車公司；翌年，何賢獲增補為第二屆中國人民政治協商會議全國委員會特邀委員，在北京獲中國共產黨主席毛澤東接見。
1961年，何鴻燊投得博彩專營權，但有人聲言在其娛樂場及取其性命；何賢從中協助游說，令賭權順利交接。何賢於1966年發生的一二·三事件中與廣東省交涉，促成澳門總督嘉樂庇簽署《澳門政府對華人各界代表所提出的抗議書的答覆》。1971年，大豐銀號根據新頒佈的《澳門銀行法》註冊為大豐銀行，同年出任該銀行董事長兼總經理。1976年，澳門立法會成立起，何賢獲澳門總督委任為官委議員，並選為立法會副主席。1978年，何賢出任第五屆中國人民政治協商會議全國委員會常委；1983年6月，何賢被選為第六屆全國人民代表大會常務委員會委員。
何賢於1983年12月6日下午3時23分在香港伊利沙伯醫院因肺癌病逝，終年75歲。對於何賢逝世，澳門政府機關下半旗三天以示哀悼及停工一天以讓官員及公務員參與祭奠儀式。同月9日上午10時在香港北角的香港殯儀館進行公祭及出殯；同日靈柩由水翼船「水星號」經水路運至澳門外港碼頭；澳葡政府除了封鎖沿途交通外，並派水警摩托車儀仗隊為何賢的靈車開路至聖味基墳場。

## 家庭
何賢家族與崔德祺家族、馬萬祺家族合稱「澳門三大家族」，更獲譽為三大家族之首；何澄溪（1886年─1954年10月14日）是何賢的父親；胞兄何添為恆生銀行創辦人。何賢共有五位夫人，元配夫人為郭綺文，二太譚佩貞、三太胡燕嬌及四太黃慧珍，而陳瓊是何賢最後一位太太。
何賢育有六子（何厚鏗、何厚鏜、何厚榮、何厚炤、何厚鏵及何厚澤）、七女（何楚溋、何灼溋、何棣溋、何錦溋、何塏溋、何桂溋及何鈺溋）及養有一名義女（何媛）。大女何楚溋現為大豐銀行監事會主席；何厚鏗為何賢長子，由二太譚佩貞所生，現為大豐銀行常務董事；二子何厚鏜現為大豐銀行董事長；何厚榮（何敬康父親）為該銀行董事；何厚鏵為澳門特別行政區首任行政長官、第十一屆中國人民政治協商會議全國委員會副主席，也於1985年至1999年出任大豐銀行常務董事總經理及澳門銀行公會主席；而何厚鏵及何厚澤均為陳瓊所出。

## 榮譽
何賢於1951年獲葡萄牙分別授予基利斯督大勳章；翌年獲葡萄牙紅十字會授予榮譽十字勳章。及至1984年，澳葡政府向何賢追授英勇金盾勳章；同年，他是澳門史上首位獲澳門市政廳追授「澳門榮譽市民」稱號華人。

## 外部連結
- （繁體中文） 揭秘澳門三大家族：崔世安何厚鏵曾是兒時玩伴